# الكارلية الانتخابية

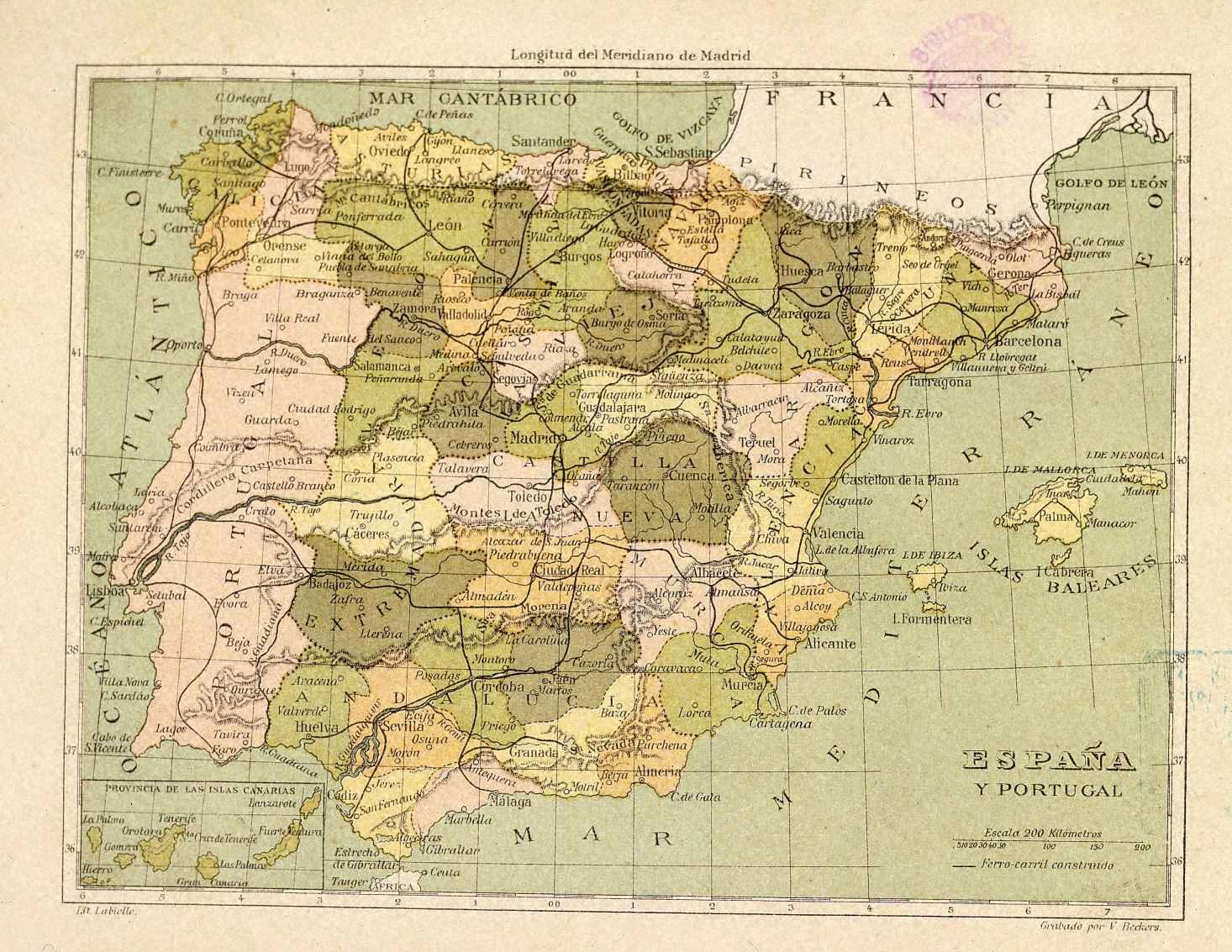
إسبانيا والمناطق والمقاطعات منذ عام 1833

كانت الكارلية الانتخابية في فترة استعادة البوربون للعرش نهجًا حيويًا للحفاظ على مذهب التقليدية الإسباني في الفترة الممتدة بين الحرب الكارلية الثالثة وديكتاتورية بريمو دي ريفيرا. أعادت الكارلية، المهزومة في عام 1876، توجيه تركيزها خلال فترة استعادة العرش من العمل العسكري إلى الوسائل السياسية والحملات الإعلامية. رأى قادة الحركة في الانتخابات، وخاصة انتخابات مجلس النواب، أداةً أساسية للحشد السياسي، بعد تكييف أنفسهم ضمن الإطار السياسي للملكية الألفونسية. على الرغم من أن الأقلية الكارلية في برلمان إسبانيا ظلت هامشية وكان تأثيرها على السياسة الوطنية ضئيلًا، فإن الحملات الانتخابية كانت أساسية للحفاظ على الحزب حتى استعاد زخمه خلال الجمهورية الإسبانية الثانية.

## نظرة عامة على الأداء
| الأصوات الكارلية |                     |       |                |
| العام            | الأصوات مجتمعة      | العام | الأصوات مجتمعة |
| 1879             | 536                 | 1903  | 44,846         |
| 1881             | 2,197               | 1905  | 29,752         |
| 1884             | لم يكن هناك ترشيحات | 1907  | 87,923         |
| 1886             | 456                 | 1910  | 69,938         |
| 1891             | 24,549              | 1914  | 52,563         |
| 1893             | 45,617              | 1916  | 69,938         |
| 1896             | 43,286              | 1918  | 90,122         |
| 1898             | 40,481              | 1919  | 90,423         |
| 1899             | 11,915              | 1920  | 70,075         |
| 1901             | 45,576              | 1923  | 52,421         |

أُجريت الانتخابات العامة 20 مرة خلال الفترة الممتدة بين عامي 1879 - 1923؛ وكان العدد الإجمالي للمقاعد المتاحة 8,048. حصلت فروع الكارلية التقليدية مجتمعة - الكارليون/الخايميون والمتشددون واليمينيون المتطرفون والمرشحون المستقلون - على 145 انتداب (مقعد)، أي ما يمثل 1,8% من الإجمالي. وضعت هذه النتيجة الكارليين خلف مجموعتين سياسيتين رئيسيتين في فترة استعادة العرش، وهما المحافظون والليبراليون؛ حازا إلى جانب فروعهما التابعة والمجموعات ذات الصلة على أكثر من 3,500 انتداب لكل منهما خلال فترة الاستعادة. كانت نتيجة الكارلية التقليدية أسوأ بكثير مما سجلته أحزاب وتحالفات انتخابية أخرى وعابرة عمومًا، تندرج ضمن الفئة العامة للديمقراطية الجمهورية؛ حازت إجمالًا على نحو 500 بطاقة انتخابية. جاءت الكارلية التقليدية في المرتبة الرابعة بعد التيارات السياسية المحافظة والليبرالية والجمهورية. بشكل عام، حصلت على مقاعد أكثر من الأحزاب التي تطورت وتغيرت بشكل حيوي في القرن العشرين: الكتالونيون أو الباسكيون أو الاشتراكيون.
يصعب قياس أداء الكارلية التقليدية بدلالة عدد الناخبين بسبب عوامل مختلفة، بدءًا من التزوير والتلاعب وصولًا إلى خصوصية الحسابات الانتخابية. في تسعينيات القرن التاسع عشر، كان العدد الإجمالي للأصوات التي حصل عليها نواب الكارلية التقليدية في كل حملة يقترب من 40 ألفًا، لكن بتضمين الأصوات التي حصل عليها المرشحون غير الناجحين، فمن المحتمل أن يكون العدد أقرب إلى 50,000؛ وهو ما يمثل نحو 1,7% من مجموع الناخبين الفعليين. في القرن العشرين، كان العدد الإجمالي للأصوات التي حصل عليها التقليديون الفائزون نحو 65,000 وسطيًا في كل حملة. في أعوام 1907 و1918 و1919 بلغ العدد نحو 90,000، مما يشير إلى أنه في أحسن الأحوال ربما كان هناك ما يصل إلى 100,000 ناخب للتقليديين، نحو 4% من إجمالي الناخبين الفعليين. على الرغم من أنه ليس رقمًا مهيبًا، لكنه حتى في أوائل عشرينيات القرن العشرين، كان الناخبون التقليديون أكثر بكثير من الناخبين الاشتراكيين مثلًا، ولحين ظهور ديكتاتورية بريمو دي ريفيرا لم يتمكن حزب العمال الاشتراكي من جذب أكثر من 40,000 ناخب.

## عدة فترات
من المنظور الإسباني العام، شهدت مكانة الكارليين في البرلمان تغييرًا طفيفًا، إن وجد، طوال فترة استعادة البوربون للعرش: شكلت المجموعة أقلية متواضعة، وبالكاد ملحوظة حتى يمكن اعتبارها هامشية، ولم تكن قادرة بأي حال من الأحوال على التأثير في مسار السياسة الوطنية. تمكن أعضاؤها الأكثر بلاغة فقط من إثبات وجودهم من حين لآخر. لكن، من المنظور الكارلي، تفاوت حجم مجموعتهم البرلمانية بشكل كبير وتراوح نطاقها بين 1 و16. كان تأرجح الحظوظ في التصويت ناجمًا إلى حد كبير عن أدائهم المتزعزع في نافار. ظلت إمكاناتهم ثابتة إلى حد ما في مناطق أخرى، إذ كان من المعتاد في فاسكوناداس انتخاب 2-3 نواب، وفي كتالونيا (باستثناء حملة 1907) 1-2 نواب، وفي قشتالة القديمة نائب واحد. يمكن تقسيم مرحلة الاستعادة إلى 4 فترات فرعية استنادًا إلى عدد النواب الكارليين المتواجدين.
شهدت الأعوام الممتدة بين 1879 - 1891 عددًا قليلًا جدًا من النواب الكارليين، الذين نجحوا كأفراد فقط - كان بارون سانغرين أول شخص منتخب في عام 1897 - نظرًا لعدم مشاركة الحزب رسميًا في الانتخابات. هُزمت الحركة خلال الحرب الكارلية الثالثة، وعانت من نتائج الكارثة العسكرية وما تبعها من قمع. عُلقت المنشورات الصحفية وأُغلقت مراكز التجمع الكارلية وصودرت الممتلكات ونُفي المؤيدون. كانت الكارلية تعيد بناء أساساتها تدريجيًا. كان التعافي صعبًا بسبب تزايد العداء بين المطالب بالعرش كارلوس السابع ونوسيدال الأب والابن، مما أدى إلى انفصال المتشددين في عام 1888. ونتيجة لذلك، حتى عام 1891، انتُخب نواب فرادى فقط من غيبوثكوا وألافا وبسكاي، على الرغم من وجود مرشحين ناجحين من الأحزاب الأخرى، يدعمهم الكارليون، وعلى الرغم من أن الكارلية سيطرت على الانتخابات المحلية في بعض المقاطعات.
أثار التفكك النوسيدالي سياسة انتخابية أكثر عدائية، إذ حاول كل من المتشددين وتيار الكارليين الرئيسي التفوق على بعضهما البعض. شهد عام 1891 حملتهما الرسمية الأولى. بإظهار عداء قاس متبادل، اعتبرت المجموعتان أن الأعداء الكارليين التقليديين أقل شرًا. أصدر كارلوس السابع ورامون نوسيدال تعليمات لأتباعهما بالسعي للتحالف حتى مع الليبراليين إذا كان ذلك سيؤدي إلى هزيمة إخوانهم السابقين. بدأ هذا النهج يتغير محليًا في السنوات الأخيرة من القرن التاسع عشر، إذ تحركت المجموعتان معًا في القرن العشرين، بمعارضة مشتركة للقوانين الحكومية الجديدة. ومع ذلك، بين عامي 1891 و1907 فشل كلا الفرعين في جمع أكثر من 10 نواب في فترة انتخابية واحدة، مع احتفاظ تيار الكارلية الرئيسي بإجمالي 44 مقعد وحيازة المتشددين على 12.
حققت حملة عام 1907 أفضل نتيجة انتخابية كارلية خلال فترة استعادة العرش، وكانت نتاج عاملين. نمت التقليدية لتسيطر بشكل شبه كامل على نافار، حيث انتزع كلا الفرعين 6 من أصل 7 مقاعد، وتنازلت للمحافظين طواعية عن المقعد المتبقي. انضم الكارليون في كتالونيا إلى تحالف إقليمي، مما رفع عدد نوابهم الكتالونيين من واحد أو اثنين إلى ستة. على الرغم من انهيار التحالف بعد سنوات قليلة، لكنه كان نموًا سريعًا ومؤقتًا لفرع الحركة في بلنسية إلى جانب التفوق المستمر في نافار والتقارب مع المتشددين، مما سمح للكارلية باحتلال 10-12 مقعدًا في المجلس الأدنى من البرلمان خلال معظم الفترات الانتخابية حتى عام 1920.
تميزت السنوات الأخيرة من 1920 - 1923 بتقلص الأقلية. أدى تفككٌ آخر داخل الحركة، بانشقاق اليمين المتطرف، إلى تدمير الكارلية، إذ انضم عدد كبير من القادة والزعماء الإقليميين إلى الفروع المنشقة. حيرت سياسة التحالفات المحورية قصيرة الأمد - حتى مع الليبراليين - الناخبين في المعقل التقليدي نافار، وفقدت الكارلية سيطرتها على المقاطعة. كانت الحركات الباسكية والكتالونية تتخذ سياسة حذرة أكثر فأكثر تجاه الكارلية. بدأ صعود المنافسين الجدد، الجمهوريون والاشتراكيون، في النهاية بتقويض أي دعم انتخابي ما يزال يتمتع به الكارليون في المقاطعات الشمالية والشرقية. خلال الحملة الأخيرة لعام 1923، أمر خايمي الثالث بالامتناع عن التصويت، تعبيرًا عن خيبة الأمل من فساد الديمقراطية.